# Giuseppe Bustelli
Pour les articles homonymes, voir Giuseppe Bustelli (homonymie) et Bustelli.
Giuseppe Bustelli, aussi connu comme Joseph Postelli, (né en 1731, probablement à Lucardo (it) une frazione de Montespertoli, décédé le 2 mars 1781 à Vienne) est un impresario italien d'opéra italien installé à Prague en Bohême.

## Activités

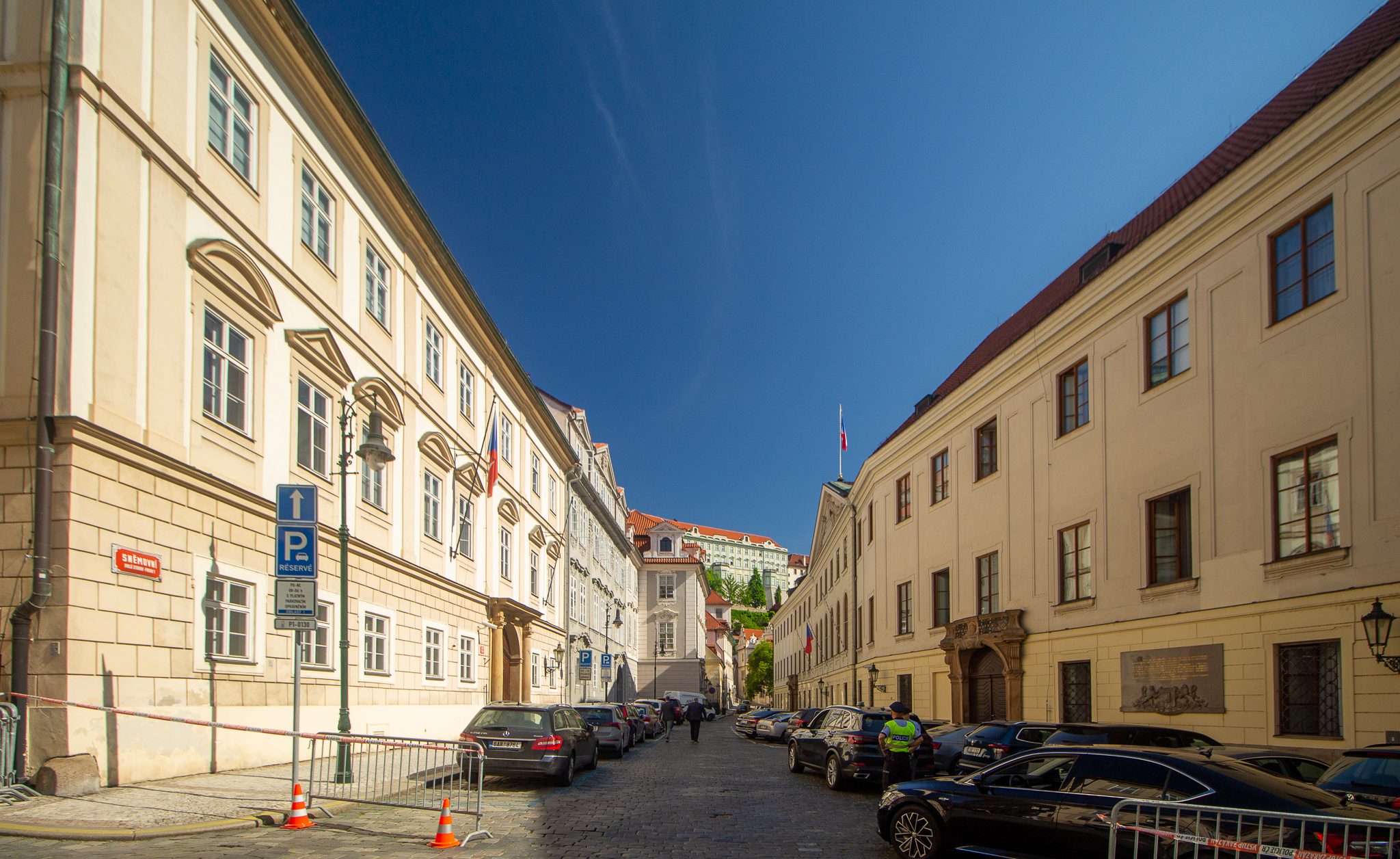
Quartier Malá Strana, Palais Thun (à droite), site de des opéras produits par Bustelli.

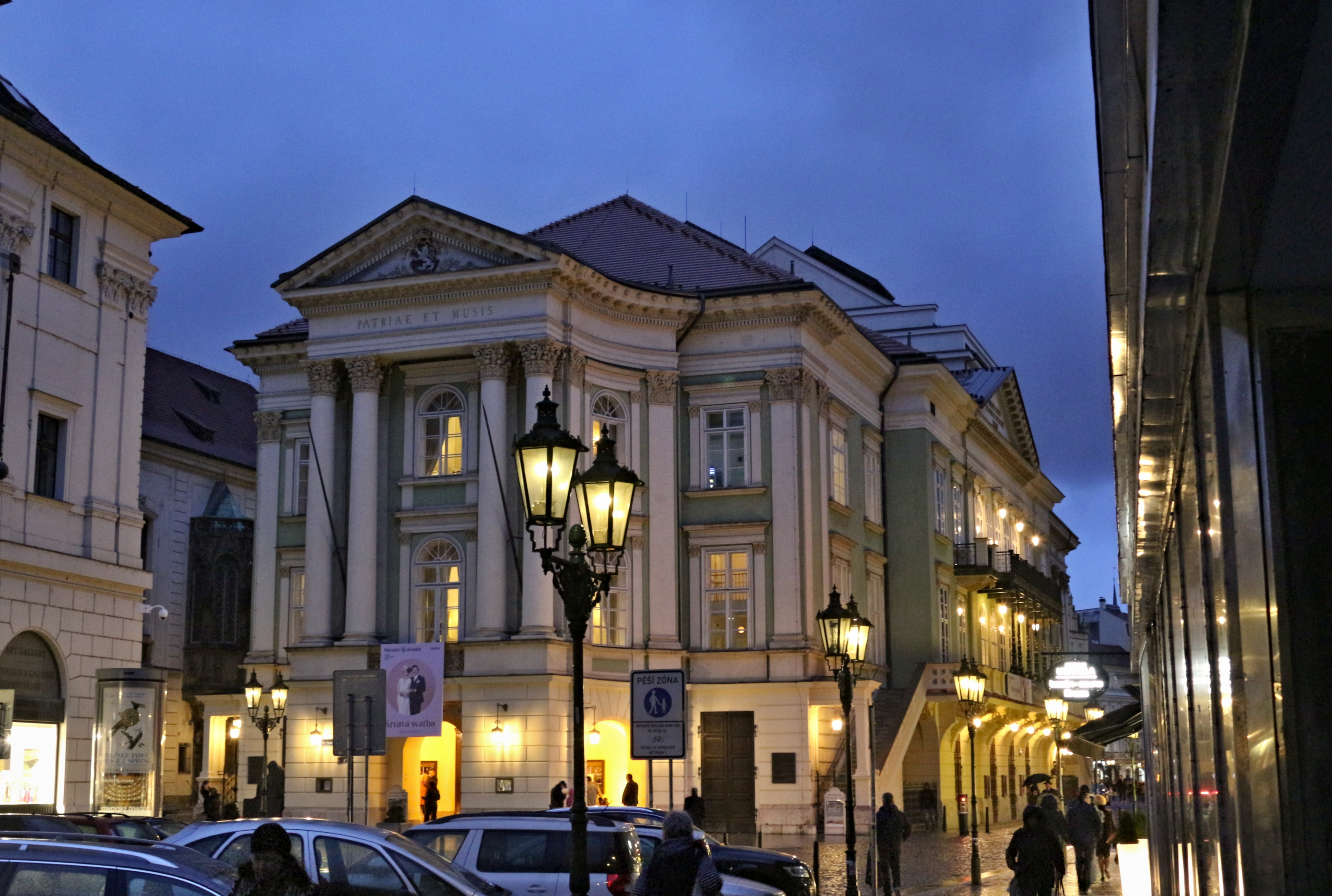
Théâtre Nostic (ou théâtre des états).

La première partie de la carrière de Giuseppe Bustelli se serait déroulée notamment à Brno. Il maîtrise les clefs pour diriger les activités  de l'opéra italien. Disposant de ressources matérielles suffisantes, et sachant que l'opéra de Prague est en faillite, Bustelli s'active pour y rétablir un théâtre lyrique et dramatique stable en allemand, en italien et en français, 
Giuseppe Bustelli est actif à Prague au plus tard à partir de 1770. En 1764, il demande à louer le Divadlo v Kotcích (théâtre de Kotzen) dans la Vieille Ville, mais sa demande est rejetée par les autorités viennoises. À cette époque, les activités de l'opéra de Prague sont paralysées à la suite d'un conflit entre Gaetano Molinari et Joseph Felix von Kurz (de).
À partir de 1766, la ville de Prague lui loue le théatre de Kotzen occupé par Kurtz en dépit d'un bail encore actif.
Ensuite, Bustelli dirige l'opéra italien du palais Thun dans le quartier Malé Strana. Parallèlement, il travaille, par exemple, au Divadlo v Kotcích (théâtre de Kotzen) et avec d'autres compagnies théâtrales. Après des succès musicaux en 1783, il accepte le poste de directeur du théâtre Nostic (qui deviendra le Théâtre des États) à la demande du comte František Antonín Nostic-Rieneck (cs). 
Pendant des années, les opéras montés par Bustelli à Prague sont également joués à Dresde avec des différences liées au goût du public local (L'amore in musica [L'amour dans la musique] d'Antonio Boroni... ). Les conditions matérielles à Dresde sont bien meilleures (subvention de la ville, orchestre gratuit....) qu'à Prague et également par le fait que le public aristocratique de Prague est très conservateur et ne permet pas de faire face à la concurrence des compagnies de passage en depit d'une position officiellement monopolistique.
Pendant son séjour au théâtre Nostic, Bustelli met en scène un certain nombre de titres, dont deux opéras de Pasquale Anfossi, La finta giardiniera et II geloso in cimento (tous deux en 1776), entre autres. Il a travaillé avec plus de vingt chanteurs renommés, dont beaucoup ont participé aux premières originales des opéras. Sa compagnie comprenait, par exemple, Domenico Guardasoni, ou Pasquale Bondini, qui reprit plus tard la plupart des activités pragoises de Bustelli, sa femme Caterina Bondini et d'autres.
En 1777, Bustelli quitta Prague pour Vienne, où il mourut le 2 mars 1781. Après son départ, l'opéra italien à Prague fut absent pendant plusieurs années.